# 畠山義統
畠山 義統（はたけやま よしむね）は、室町時代後期から戦国時代前期の武将、守護大名。室町幕府相伴衆、能登守護。能登畠山氏の第3代当主。2代当主畠山義忠の嫡男畠山義有の嫡男。弟に政国。子に義元、慶致、松波義智。

## 生涯
永享12年（1440年）頃に父が祖父に先立って戦死（文明5年(1473年)の記録に、義統30余歳という記録があるので、義統が誕生して間もないころだと思われる）したため、祖父より世子として指名された。そして享徳4年（1455年）に祖父が隠居したため、家督を継いで当主となった。ただし若年のため、祖父による補佐をしばらくは受けた。
応仁の乱では畠山義就を支持して山名宗全が総大将である西軍に与し、細川勝元や畠山政長の東軍と戦った。応仁の乱が終わると能登に帰国し、以後は在国大名として守護大名としての権力再編・強化に務めた。文明11年（1479年）頃には越後守護上杉房定と婚姻関係（具体的な婚姻関係は未詳）を結び、越中侵攻を企てる。長享元年（1487年）、加賀一向一揆が起こると加賀守護富樫政親を支援した。
やがて、延徳2年（1490年）に能登門徒による義統暗殺計画が発覚し、義統は越後守護代長尾能景と連合して越中・加賀の一向一揆と開戦する。だが、一揆側は畠山一族の勢力削減を図る管領細川政元の支援を受けており決着はつかなかった。
義統は文化人でもあり、応仁の乱で荒廃した京都から多くの文化人が能登に下向してきたため、能登は大いに繁栄した。明応6年（1497年）8月20日、鹿島郡府中の屋敷において死去。跡を嫡男の義元が継いだ。

## 偏諱を与えた家臣
- 井上統英（いのうえ むねひで）
- 隠岐統朝（おき むねとも）
- 温井統永（ぬくい むねなが）
- 遊佐統秀（ゆさ むねひで）- 守護代。忠光の子。子に総光、秀盛（秀頼の父）。義統亡き後、その跡を継いだ義元に対抗して彼の弟である慶致を擁立した。
- 吉見統頼（よしみ むねより）- 能登吉見氏の一族。
- 吉見統範（よしみ むねのり）- 統頼の子。